# Jacob August Schetelig
Jacob August Schetelig, auch Jakob August Schetelig (* 1764 in Schönberg (Holstein); † 10. August 1833 in Lübeck) war ein deutscher Mediziner und Politiker.

## Leben
Schetelig war der Sohn des lutherischen Pastors von Schönberg, August Friedrich Schetelig (1728–1806), und seiner Frau Margaretha Catharina, geb. Bruns (1737–1819). Er wuchs gemeinsam mit seinen zwei Brüdern in der Probstei auf, von denen der eine wie der Vater Prediger und der andere Schriftsteller wurde. Schetelig studierte an der Universität Kiel Medizin und wurde dort am 9. Juli 1789 zum Dr. med. promoviert. Dann ließ er sich als Arzt in Lübeck nieder und praktizierte dort 44 Jahre. Von 1791 bis 1804 sowie von 1815 bis 1817 war er als Hebammenlehrer für die Ausbildung der Hebammen der Stadt verantwortlich.
Er war einer der Mitbegründer der Seebadeanstalt Travemünde 1802 und gehörte 1809 zu den Gründern des Ärztlichen Vereins zu Lübeck. Während der Lübecker Franzosenzeit gehörte er 1811–1813 dem Lübecker Munizipalrat an, der während der Zeit der Eingliederung Lübecks als bonne ville de l’Empire français in das Französische Kaiserreich eingerichtet worden war.
Schetelig erwarb 1805 das Haus Breite Straße 48, welches im gleichen Jahr von Joseph Christian Lillie für ihn klassizistisch umgebaut wurde. Das Haus wurde beim Bombenangriff 1942 zerstört. Die Scheteligstraße in Lübeck-Travemünde wurde 1955 nach ihm benannt.

## Schriften
- De partu gemellorum, Kiel 1789